# Synalpheus belizensis
Synalpheus belizensis is een garnalensoort uit de familie van de Alpheidae. De wetenschappelijke naam van de soort is voor het eerst geldig gepubliceerd in 2008 door Anker & Tóth.